# Tengri, le bleu du ciel
Pour plus de détails, voir Fiche technique et Distribution.
Tengri, le bleu du ciel est un film franco-germano-kirghiz réalisé par Marie Jaoul de Poncheville et sorti en 2008.

## Distribution
- Albina Imasheva : Amira
- Elim Kalmouratov : Témür
- Hélène Patarot : Raissa
- Taalai Abazova : Uljan
- Aibek Midin Uulu : Taib
- Nikolai Marousitch : Erofei
- Busurman Odurakaev : Shamshi
- Askat Sulaimanov : Askar
- Tabyldy Aktanov : Mansur
- Almanbiet Tabildi Uulu : Askar's Son
- Docturkan Diouichenalieva : Naima
- Bermet Omourova : Yesugen
- Kanat Mamyrkanov : Oijas
- Chakan Abdrahmanova : Amira's Mother
- Nourdine Kalybiekov : Amira's Father
- Kalyk Akmatov : Oulema
- Ulan Jukenov : Hulugu
- Kanat Mukul : Horseman
- Myrza Aidaraliev : The Mime
- Kamchybek Sarybaiev : Big Dancer
- Meerim Beishembek Kizi : Contortionist
- Ludmila Bydarina : Contortionist
- Djoumakoun Madiemilov : Accordeonist
- Andrei Sabyanin : Circus Performers
- Olga Efimkova : Circus Performers
- Sergei Efimov : Circus Performers
- Anasnasia Borisenko : Circus Performers
- Daria Kovalenko : Circus Performers
- Nurbek Bolotov : Men from Oulema
- Aibek Daiyrbekov : Men from Oulema
- Mayrambek Joumabaiev : Teacher Bobi
- Alice de Poncheville : Young Woman
- Sadyr Sagonbaiev : Men from Oulema

## Lieux de tournage
- Au Kazakhstan
- Au Kirghizistan, principalement à Naryn